# Santuari imperial de Heian

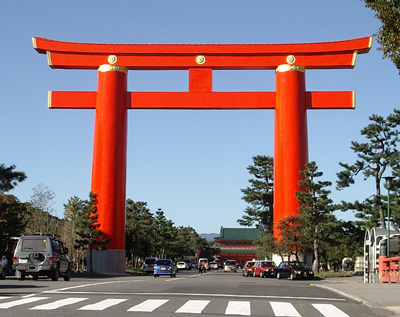
El torii del Heian Jingū (Ōtorii)

El Heian-jingū (平安 神宫) és un santuari xintoista situat a Kyoto, Japó. El torii abans de l'entrada principal és un dels més grans al Japó, i l'edifici principal, o shader (社 殿), és dissenyat per imitar el Palau Imperial de Kyoto en una escala de tres sessions.
El Heian Jingu va ser construït el 1895 per l'aniversari 1100 de la creació del Heiankyo (l'antic nom de Kyoto). El santuari està dedicat als emperadors Kanmu i Kōmei. El primer es va traslladar a la capital a Heiankyo, i el segon va ser l'últim davant l'emperador Meiji, que va traslladar la capital a Tòquio.
El Heian Jingu allotja el Jidai Matsuri, un dels tres festivals més importants de Kyoto. La processó d'aquest festival s'inicia a l'antic palau imperial, i inclou la realització de la mikoshi (altars portàtils) dels emperadors Kanmu i Kōmei a la Heian Jingu.